# Gouden Koets (Nederland)

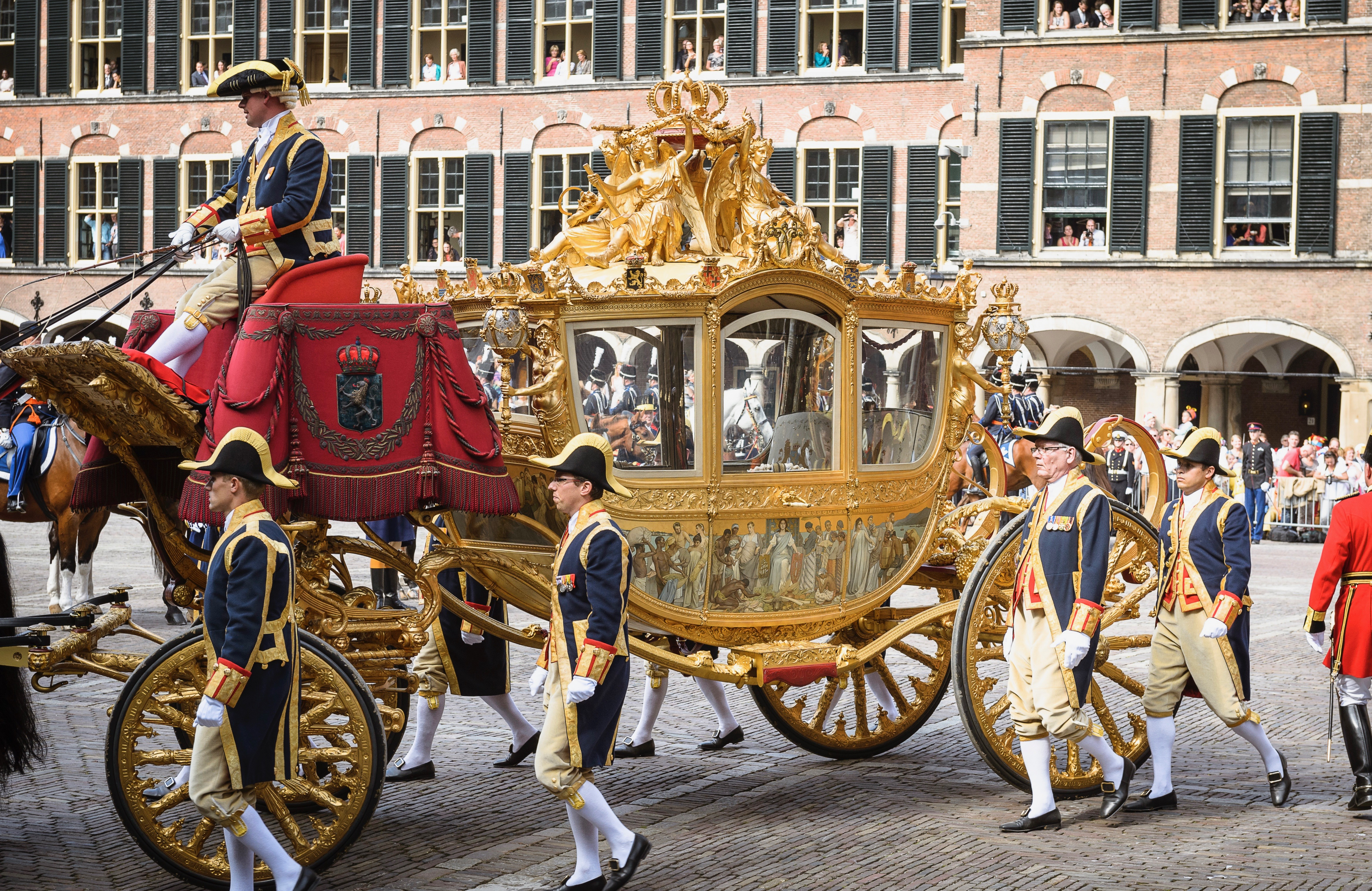
De Gouden Koets

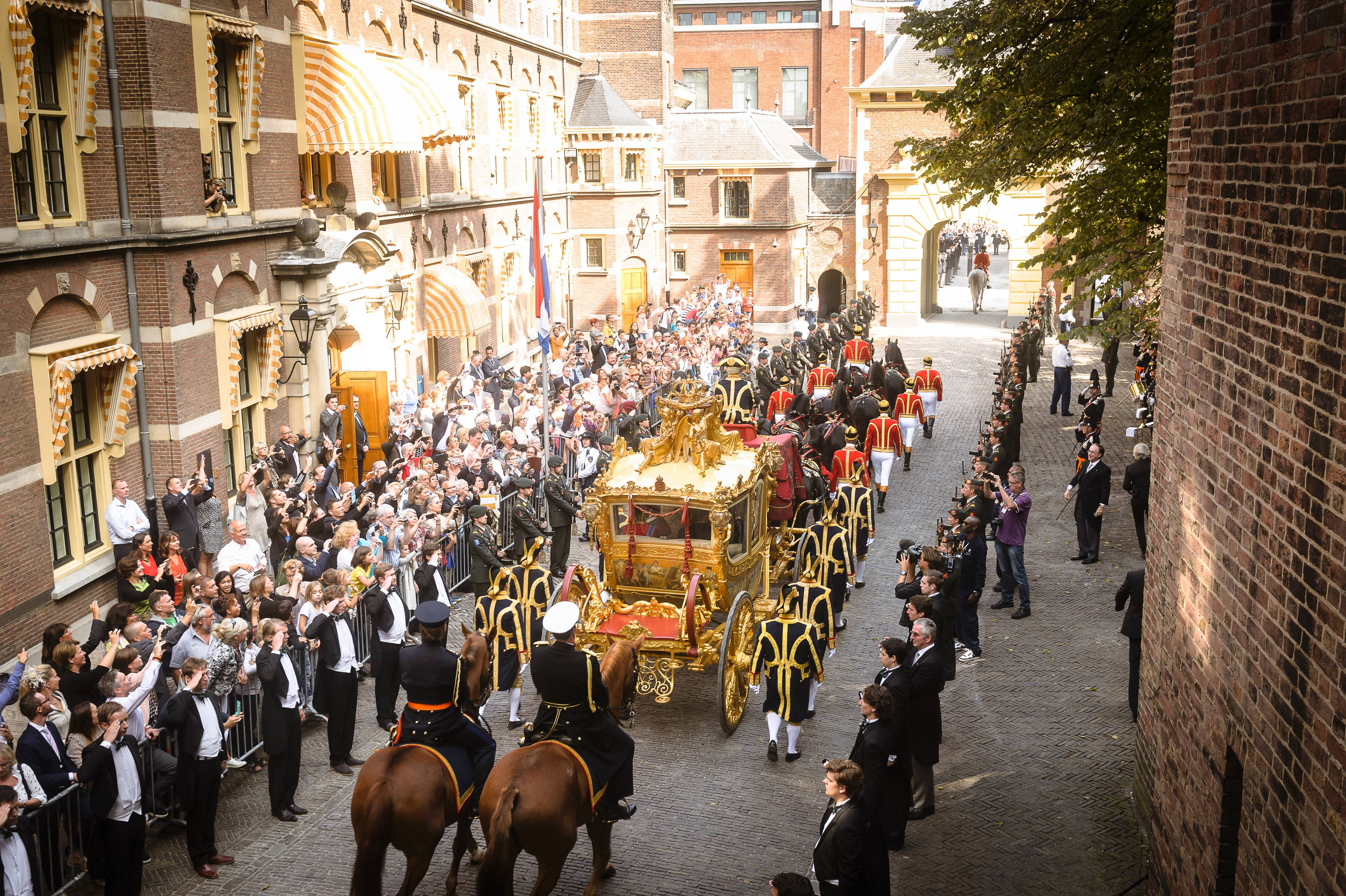
De Gouden Koets op Prinsjesdag 2014 op het Binnenhof in Den Haag

De Gouden Koets is een rijtuig uit 1898. Het is een berline op acht veren. De koets is gemaakt van Javaans teakhout, bekleed met Surinaams bladgoud. Ze werd in Amsterdam ontworpen en gebouwd tussen 1897 en 1898 door Rijtuigfabriek v/h Gebr. Spijker.
De koets was van 1901 tot en met 2015 in gebruik bij het Nederlandse Koninklijk Huis. De Koning begaf zich jaarlijks, tot en met 2015, op Prinsjesdag in deze koets naar de Ridderzaal op het Binnenhof om de troonrede uit te spreken. Het formele eigendom van de Gouden Koets werd in 1968 ondergebracht bij de Stichting Kroongoederen.

## Geschiedenis

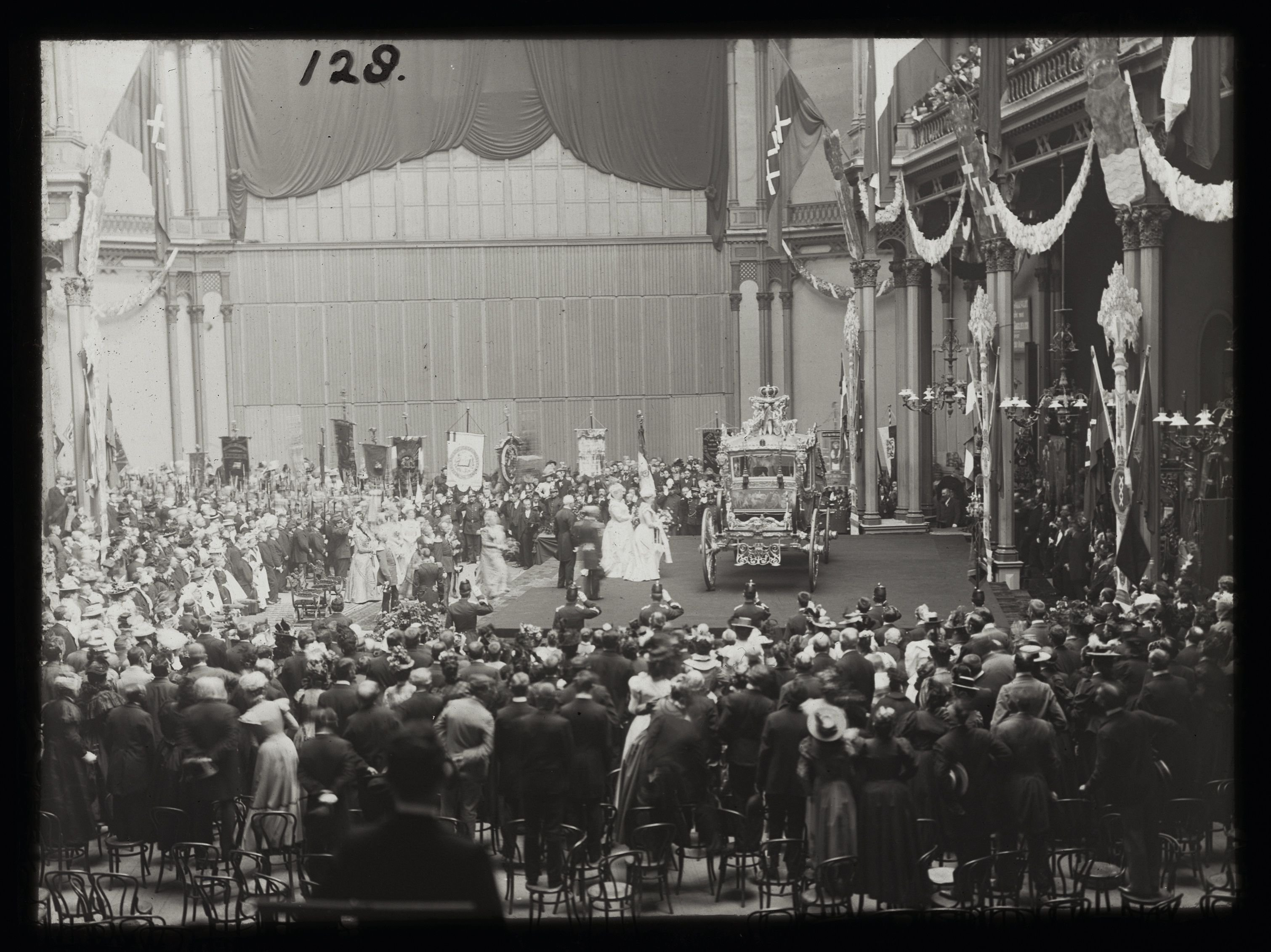
Aanbieding van de Gouden Koets in 1898 in het Paleis voor Volksvlijt door de Amsterdamse bevolking aan koningin Wilhelmina

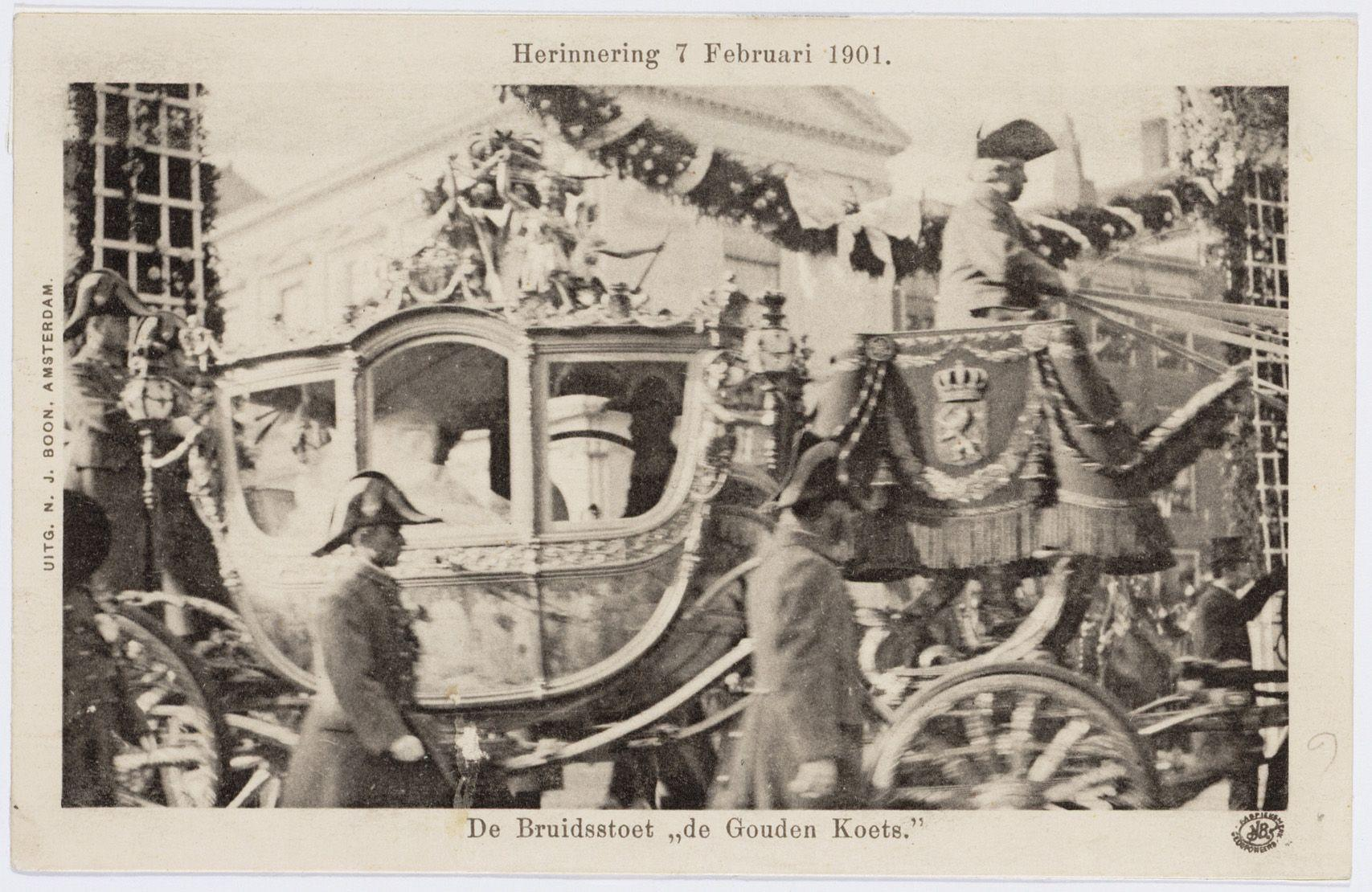
Eerste gebruik van de Gouden Koets in 1901

De Gouden Koets is een geschenk van de bevolking van Amsterdam aan koningin Wilhelmina. Het geld voor de koets werd ingezameld door de Vereeniging van het Amsterdamsche Volk tot het Aanbieden van een Huldeblijk aan H.M. Koningin Wilhelmina. Het bedrag werd ingezameld door buurtverenigingen, met name in de volkswijk de Jordaan. De koets werd zoveel mogelijk een breed gedragen werk. Aan de koets en haar decoraties werkten in totaal meer dan 1200 mensen mee.
De koets was bedoeld als geschenk bij de inhuldiging van Wilhelmina tot koningin op 6 september 1898. Wilhelmina wilde echter geen geschenken ter gelegenheid van haar inhuldiging aannemen en nam daarom de koets een dag later, op 7 september 1898, in ontvangst in het Paleis voor Volksvlijt. Op hun huwelijksdag, 7 februari 1901, reden koningin Wilhelmina en prins-gemaal Hendrik voor het eerst in de Gouden Koets. Een maand later werd de koets in Amsterdam gebruikt bij de intocht van het koninklijk paar.
De meer dan honderd koetsen en sleeën van het Koninklijk Staldepartement in Den Haag stonden in mei 1940 in de loodsen van de Koninklijke Stallen in de Haagse binnenstad. De Duitse bezetter heeft tijdens de oorlog meer dan de helft van de rijtuigen en sleeën gevorderd of gestolen. De Glazen Koets, de Gouden Koets en de Crème Calèche werden door het Nederlandse Ministerie van Onderwijs en Kunst op een lijst van museale objecten geplaatst. Zo beschermd hebben zij de oorlog doorstaan. Het verhaal dat de Gouden Koets de oorlog in een hooiberg zou hebben doorgebracht wordt in de literatuur niet bevestigd.
Na de inhuldiging van koningin Juliana gingen de Gouden Koets en de Crème calèche op tournee. Van mei tot augustus 1949 werd per schip een aantal havensteden in het land aangedaan, waar de bevolking steeds een paar dagen de gelegenheid kreeg om de rijtuigen te bewonderen. In 1998 maakte de koets deel uit van een expositie in de Nieuwe Kerk te Amsterdam, die net zo was versierd als tijdens de inhuldigingsplechtigheden honderd jaar eerder.

## Gebruik

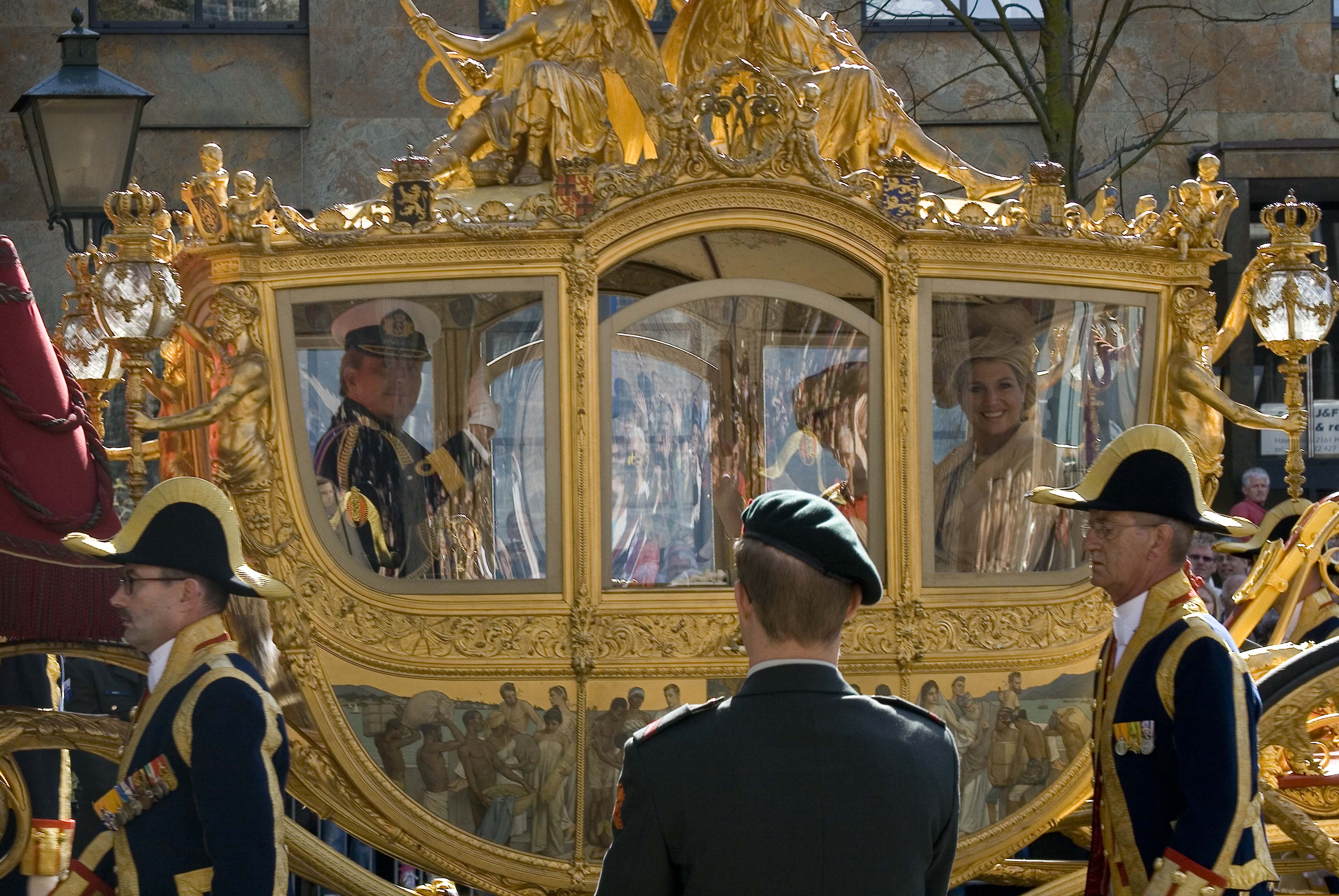
De Gouden Koets in 2007 met (toen nog) prins Willem-Alexander, koningin Beatrix en prinses Máxima

De koets mag uitsluitend worden gebruikt door het staatshoofd (met acht paarden) of door de troonopvolger (met maximaal zes paarden). Bij oefenritten wordt de koets door een tweespan getrokken. De Gouden Koets heeft geen eigen tuigage.
Sinds 1903 maakte het staatshoofd in de regel één keer per jaar gebruik van dit rijtuig, en wel op Prinsjesdag (in Den Haag). Daarvóór werd (vanaf 1840) altijd de Glazen Koets gebruikt. Ook bij de doop van kroonprinses Juliana in 1909 (in Den Haag), het huwelijk van Juliana met prins Bernhard van Lippe-Biesterfeld in 1937 (in Den Haag), de doop van prinses Beatrix in 1938 (in Den Haag), het huwelijk van prinses Beatrix en Claus van Amsberg in 1966 (in Amsterdam) en bij het huwelijk van kroonprins Willem-Alexander en Máxima Zorreguieta in 2002 (in Amsterdam) werd de Gouden Koets ingezet.
Koningin Wilhelmina wilde graag met hoed kunnen staan in de koets, vandaar de gebogen vorm van de kroonlijst. De hoogte van de koets in combinatie met de nauwe toegangspoorten van het Binnenhof vormen een uitdaging voor de koetsier. De koets paste net onder de Stadhouderspoort door, maar sinds een straatverhoging in 1925 gaat dat niet meer en de koets rijdt daardoor sindsdien via de Mauritspoort het Binnenhof op.

## Decoratie
Het rijtuig is gebouwd in Hollandse renaissancestijl. Als voorbeeld hebben de 18e-eeuwse, in de Franse tijd verloren gegane Nederlandse Karos van Staat en de in Versailles bewaarde koets die is gebruikt bij de kroning van Karel X gediend. De bok is bekleed met rood laken. De koets is aan de buitenzijde voorzien van allegorische beeldhouwwerken en paneelschilderingen.

### Ornamenten
De beeldhouwwerken komen uit het Atelier Van den Bossche en Crevels. Aan weerszijden van de staatsiebok is het nationale rijkswapen opgenomen. De vier wieldoppen van de koets zijn zonnen die het "mild schijnende koningschap" uitbeelden. De spaken in de vorm van zonnestralen verlichten het firmament. De velgen zijn tussen de spaken voorzien van de tekens uit de dierenriem.
De scharnieren en deursloten van de koets zijn versierd met motieven van de hond en de uil, symbolen voor trouw en waakzaamheid. Op de treden zijn waterlelies geschilderd, een symbool van voorzichtigheid. De zwemvogels die de bok schragen, stellen de snelheid voor.
Op de kroonlijst van de koets zijn de wapens van de toenmalige elf provincies van Nederland te zien, alsmede het stadswapen van Amsterdam, de schenker van de koets. Het ornament midden boven op de koets bestaat uit vier vrouwenbeelden. Zij stellen de vier sectoren van de economie voor: landbouw (met korenschoof en sikkel), handel (met staf en een leeuw), nijverheid (met hamer en een salamander als symbool van het vuur) en scheepvaart (met sextant en dolfijn). Zij dragen gezamenlijk een kussen met de scepter, kroon en rijkszwaard van het koninkrijk. Om de vier hoeken van de bovenrand staan kinderfiguurtjes, die de Koninklijke wapens met lauweren omkransen. Cherubijntjes vlechten boven de portieren zegekransen om de Koninklijke initialen.
De lijst wordt op de hoeken ondersteund door vier atlanten. In hun handen dragen zij lantaarns. Deze lantaarns, met bovenop de Koninklijke kroon, werden zo ontworpen, dat ze, uitzonderlijk in die tijd, ook gebruikt konden worden voor elektrische verlichting. Onder de ramen van de koets loopt een fries, waarin in reliëf zijn gesymboliseerd: godsdienst, leger, recht, kunst, wetenschap en arbeid. De Gouden Koets is versierd met hoorns van overvloed en narren met in hun handen handvatten gemaakt van ivoor uit Sumatra, leliën en rozen - symbolen voor de trouw -, en een cartouche met het jaartal 1898.

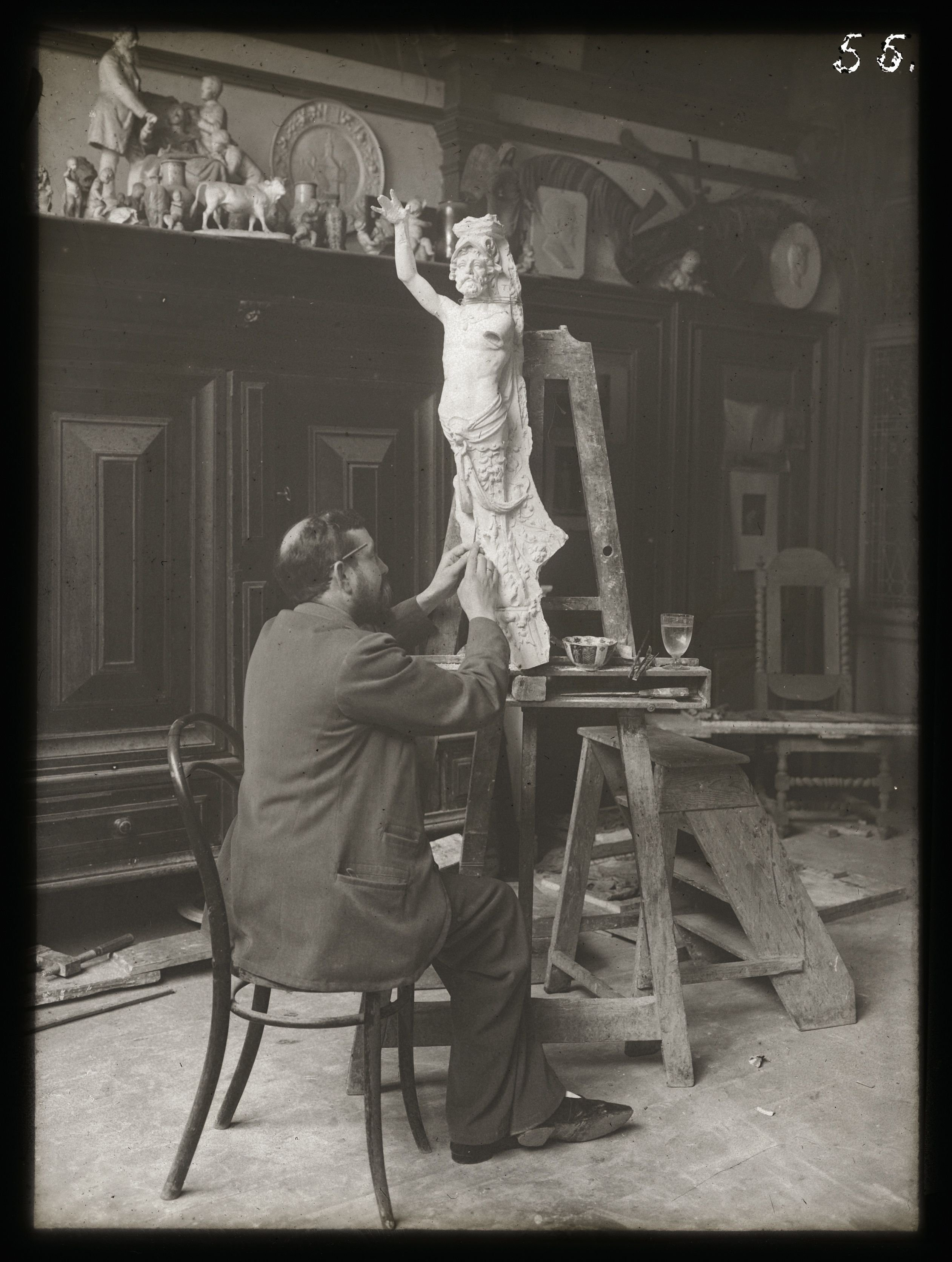
Werkzaamheden in 1898 aan een van de vier atlanten
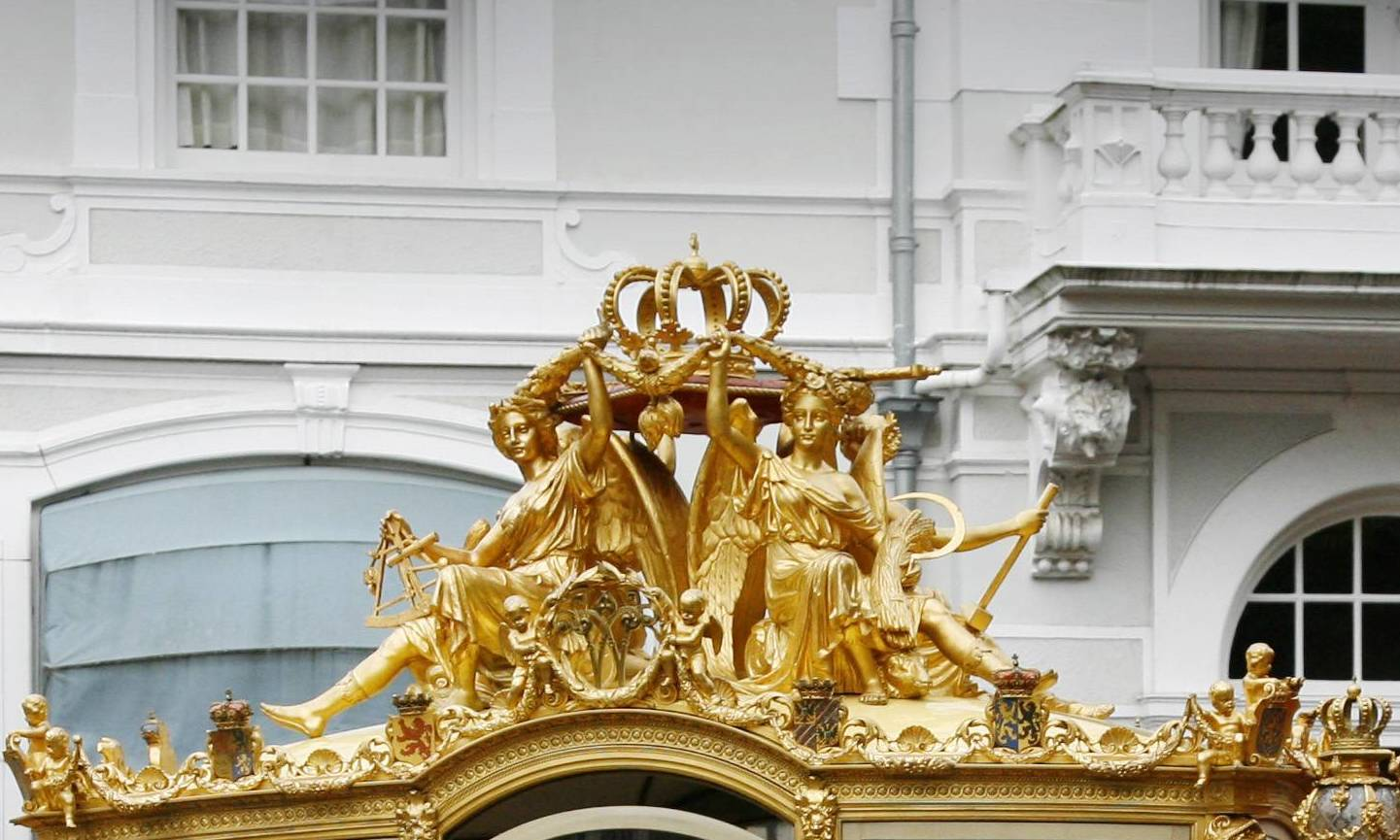
Kroonlijst met daarboven vrouwenfiguren
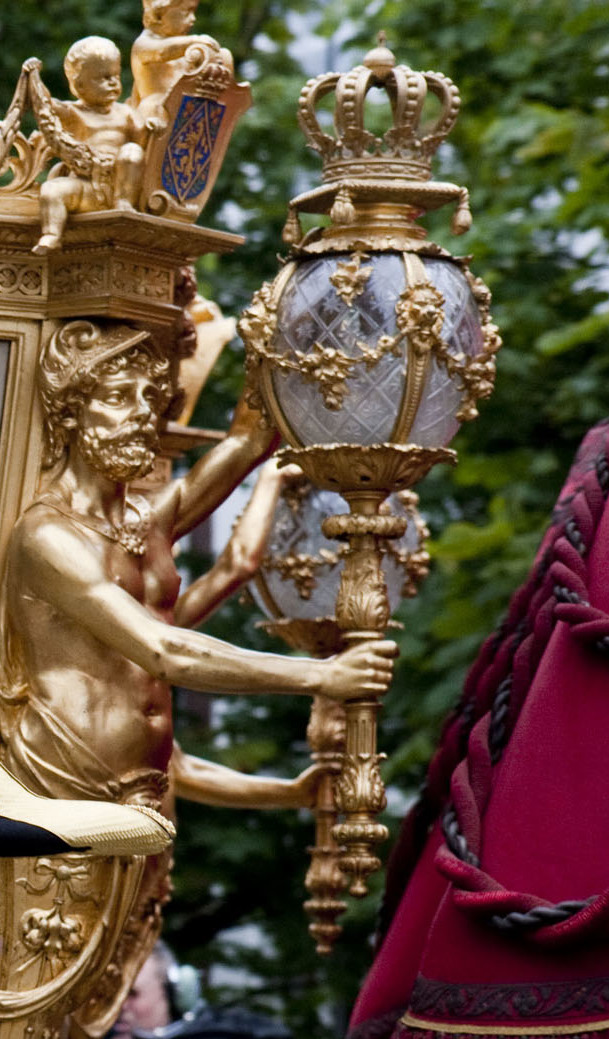
Lantaarn aan de voorzijde

### Paneelschilderingen
De vier paneelschilderingen rondom het rijtuig zijn met olieverf op het teakhout geschilderd door decoratieschilder Nicolaas van der Waay. Ze verbeelden het verleden, het heden, en de toekomst van Nederland door middel van allegorische figuren. De figuren zijn gekleed in Romeinse gewaden en symboliseren de Hollandse welvaart. Op de panelen staat de Nederlandse Maagd centraal; er is geen koningin of verwijzing naar het koningshuis afgebeeld.

#### De Toekomst

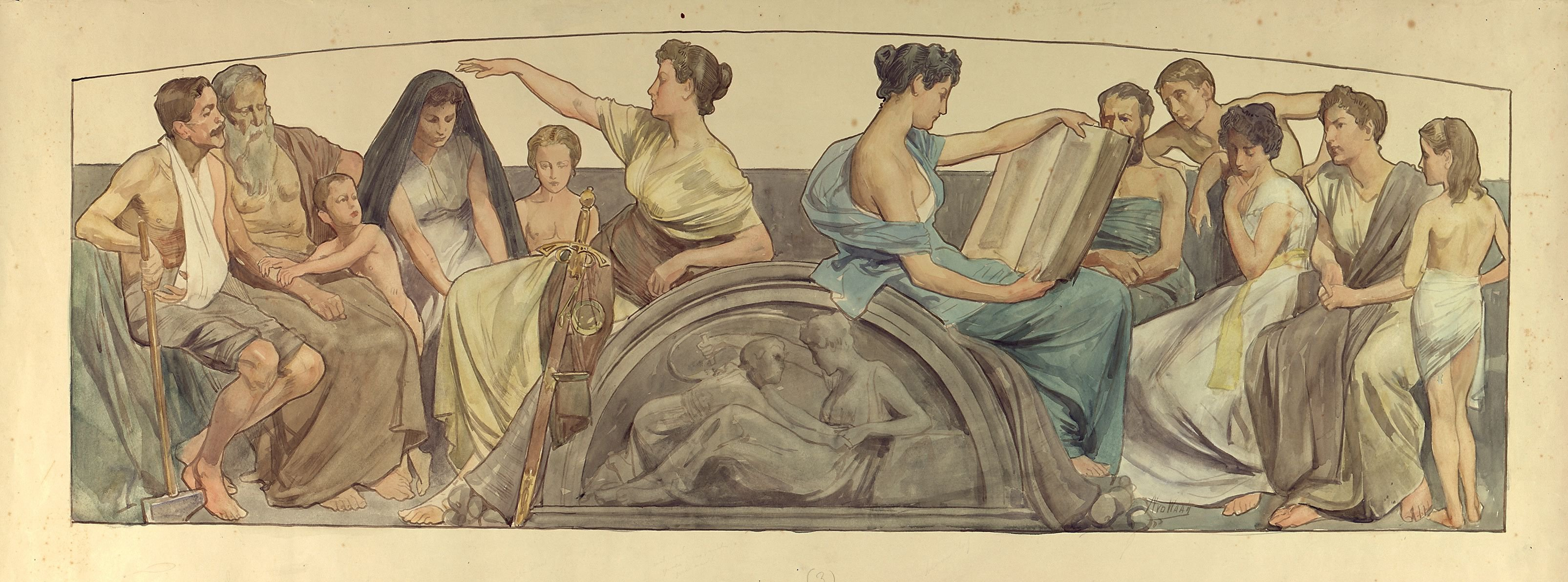
De Toekomst, ontwerptekening door Nicolaas van der Waay

De paneelschildering aan de voorzijde symboliseert de ideale toekomst met verbeterde sociale voorzieningen. Links (in rijrichting rechts) staat met de figuur van vrouwe Justitia het recht afgebeeld dat hulpbehoevenden beschermt waaronder een gewonde werknemer, een blinde oudere, een weduwe en enkele wezen. Rechts staat een voorstelling van het onderwijs aan het volk. Onder deze voorstelling is in een bas-reliëf een afbeelding van de levensverzekering voor zieken en hulpbehoevenden weergegeven.

#### Het Verleden

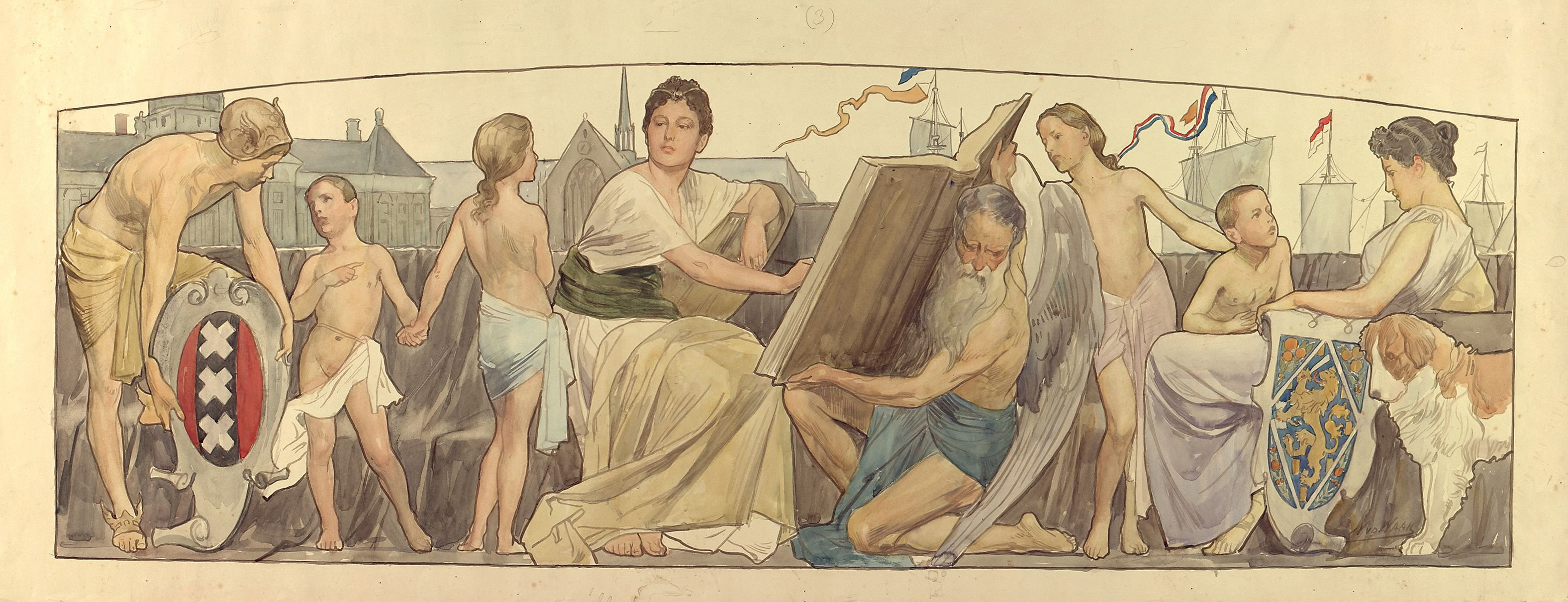
Het Verleden, ontwerptekening door Nicolaas van der Waay

Op de achterzijde van de koets vereeuwigt Clio, de muze van de geschiedschrijving, in het Boek van de Tijd, vastgehouden door Chronos, de volkshulde bij de inhuldiging van koningin Wilhelmina. Links wijzen kinderen de god van de handel Mercurius hierop terwijl hij het wapen van Amsterdam vasthoudt. Aan de rechterkant houdt de trouw, gesymboliseerd met een hond, omringd door kinderen, het wapen van het Koninkrijk der Nederlanden vast. Op de achtergrond van deze voorstelling is een gezicht op Amsterdam met het Paleis op de Dam en de Nieuwe Kerk met in de verte scheepvaart op het IJ en de Amstel.

#### Hulde der Koloniën

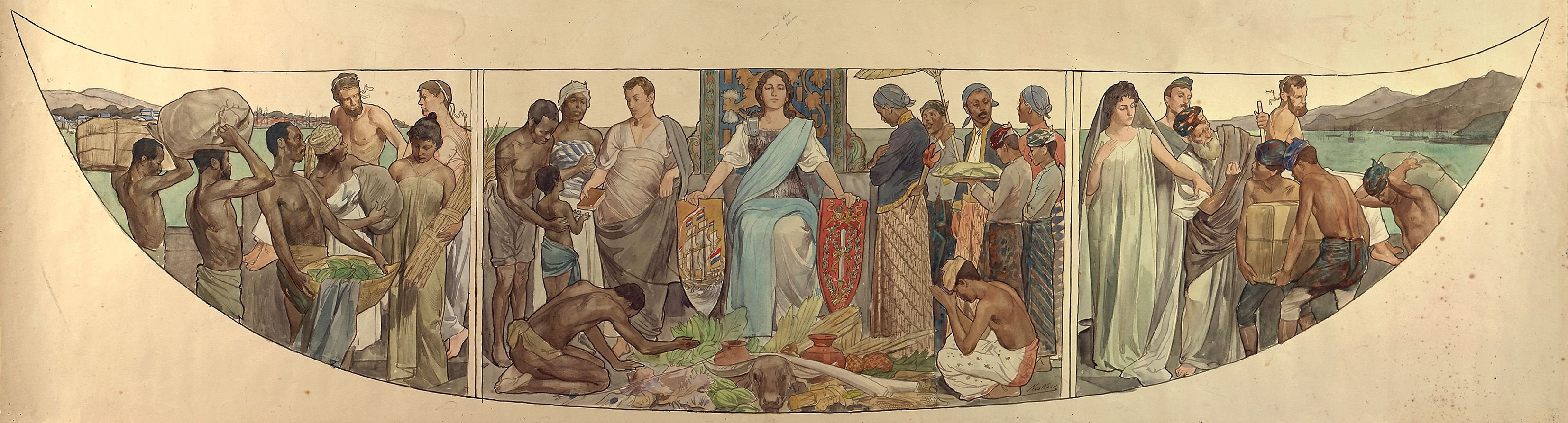
Hulde der Koloniën, ontwerptekening door Nicolaas van der Waay

Het linkerpaneel Hulde der Koloniën toont het toenmalige heden en is een eerbetoon van de toenmalige koloniën Oost- en West Indië. De hoofdfiguur in het midden is de Nederlandse maagd die het Nederlandse Gemenebest representeert met links in haar hand het Wapen van Suriname, rechts het Wapen van Batavia en achter haar het Wapen van het huis Oranje-Nassau. Voor haar uitgespreid de huid van een Indische waterbuffel als teken van grote verering. Aan haar rechterzijde (voor de kijker links) een groep van vier allegorische personen die het brengen van beschaving en ontwikkeling voorstellen en autochtone bewoners met producten uit West-Indië. Aan haar linkerzijde een vergezicht op Oost-Indië met een Javaanse vorst en zijn gevolg, en de personificatie van Instructie, Bescherming tegen mishandeling en willekeur, Marine en Leger. De voorstelling is volgens historicus Han van der Horst geïnspireerd op het schilderij De koloniën brengen hulde aan de Nederlandse maagd uit 1852 van Charles Rochussen.

#### Hulde van Nederland

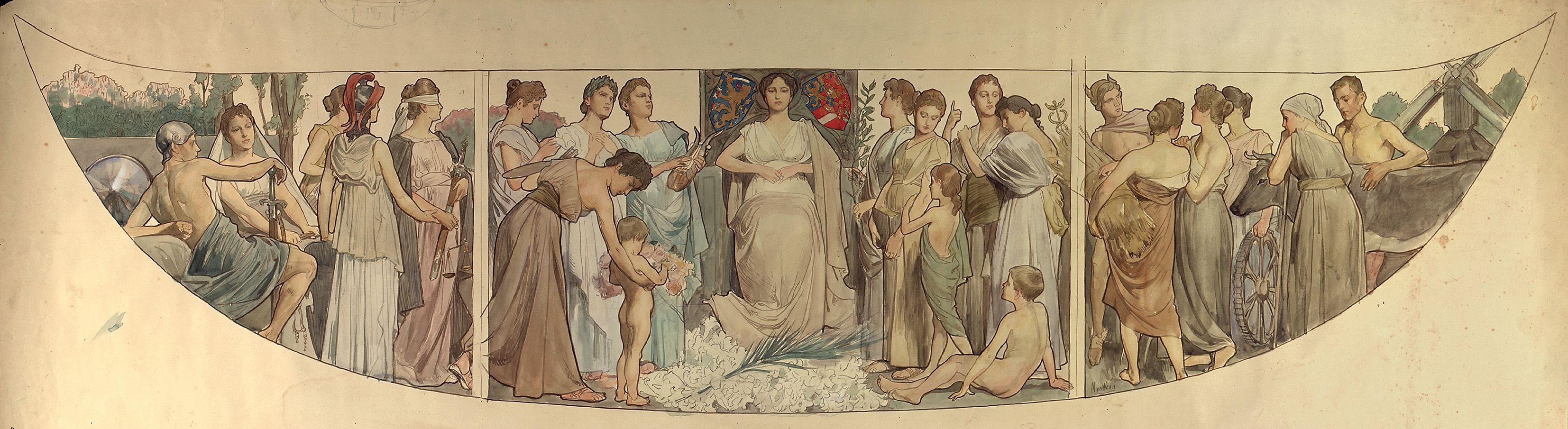
Hulde van Nederland, ontwerptekening door Nicolaas van der Waay

Het rechterpaneel toont eveneens het heden, met op dit paneel de Hulde van Nederland afgebeeld. Een naakt jongetje dat jong Holland symboliseert strooit lelies en rozen aan de voeten van de hoofdfiguur Nederland-Oranje met allegorische personificaties aan haar linkerzijde (voor de kijker rechts) van de vrede, het onderwijs, het geloof, de landbouw, de veeteelt, de handel en de nijverheid. Aan de rechterzijde personificaties van de muziek, de dichtkunst, de wetenschap, het recht en het leger.

### Interieur

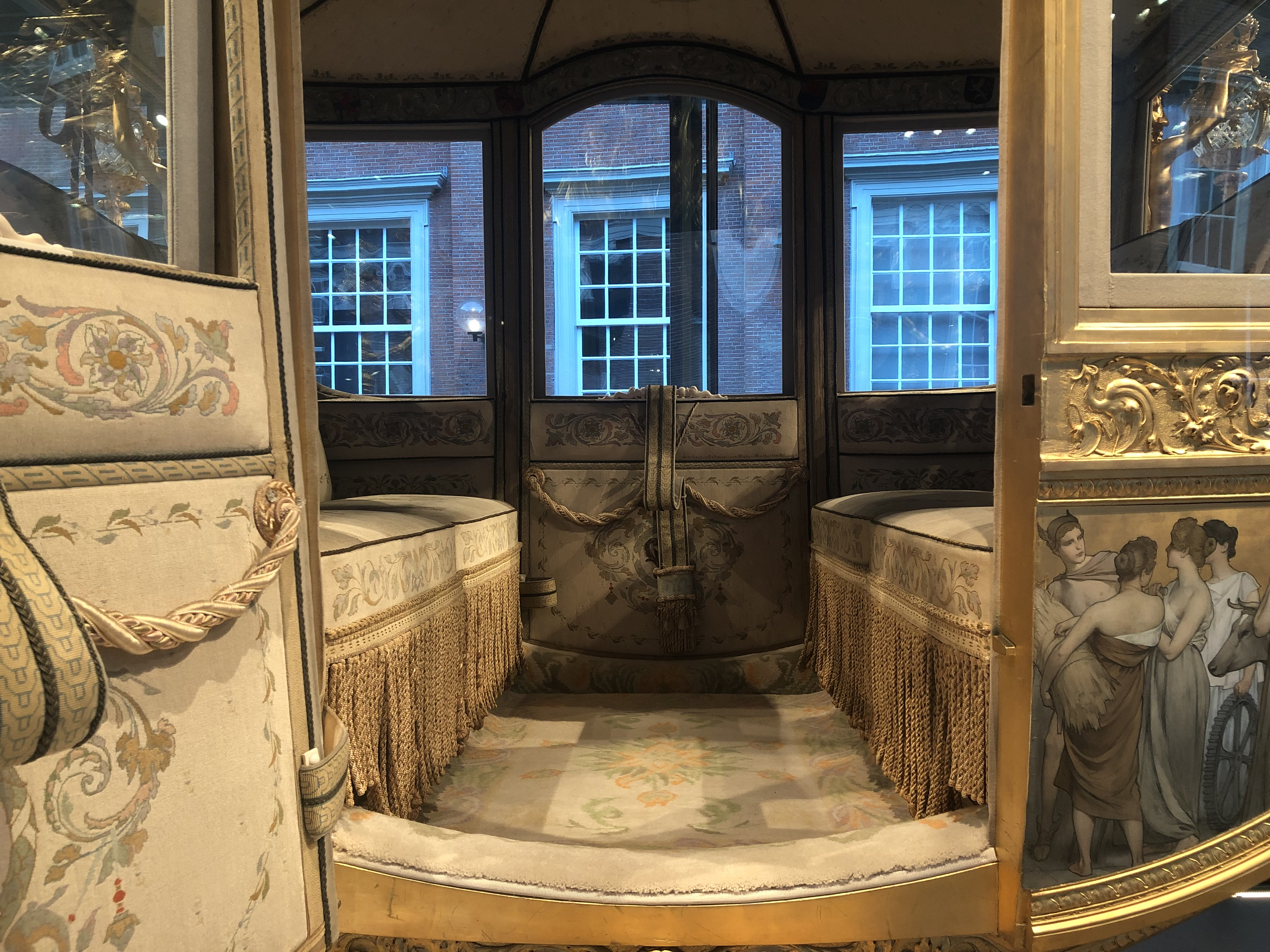
Blik op het borduurwerk van het interieur tijdens de tentoonstelling bij Museum Amsterdam in 2022

De binnenbekleding van de koets is geheel met de hand geborduurd met zijden petit-point-naaldwerk. Dit borduurwerk werd verricht door huishoud- en kunstnaaldwerkscholen, het Burgerweeshuis en de vrouwenorganisatie Tesselschade Arbeid Adelt. Vijftien miljoen steekjes waren nodig voor een ivoorkleurig fond met oranjebloesem en cherubijntjes. Het plafond is in vlakken verdeeld, waardoor zoveel mogelijk vrouwen de gelegenheid kregen aan de koets mee te werken. De vakken worden afgesloten met vergulde bogen, die zich in het midden samenvoegen en de in lauweren gevatte initialen van koningin Wilhelmina vormen. Deze initialen worden beschenen door een matgouden zon. De zijwanden zijn geborduurd met de wapens van de provincies, het rijkswapen en twee Amsterdamse wapens: het oude wapen, vastgesteld in 1816, en het wapen uit 1898. Het tapijt op de vloer is versierd met tulpen, narcissen en hyacinten om het met Nederlandse bloemen bestrooide levenspad van koningin Wilhelmina te symboliseren.

## Controverse

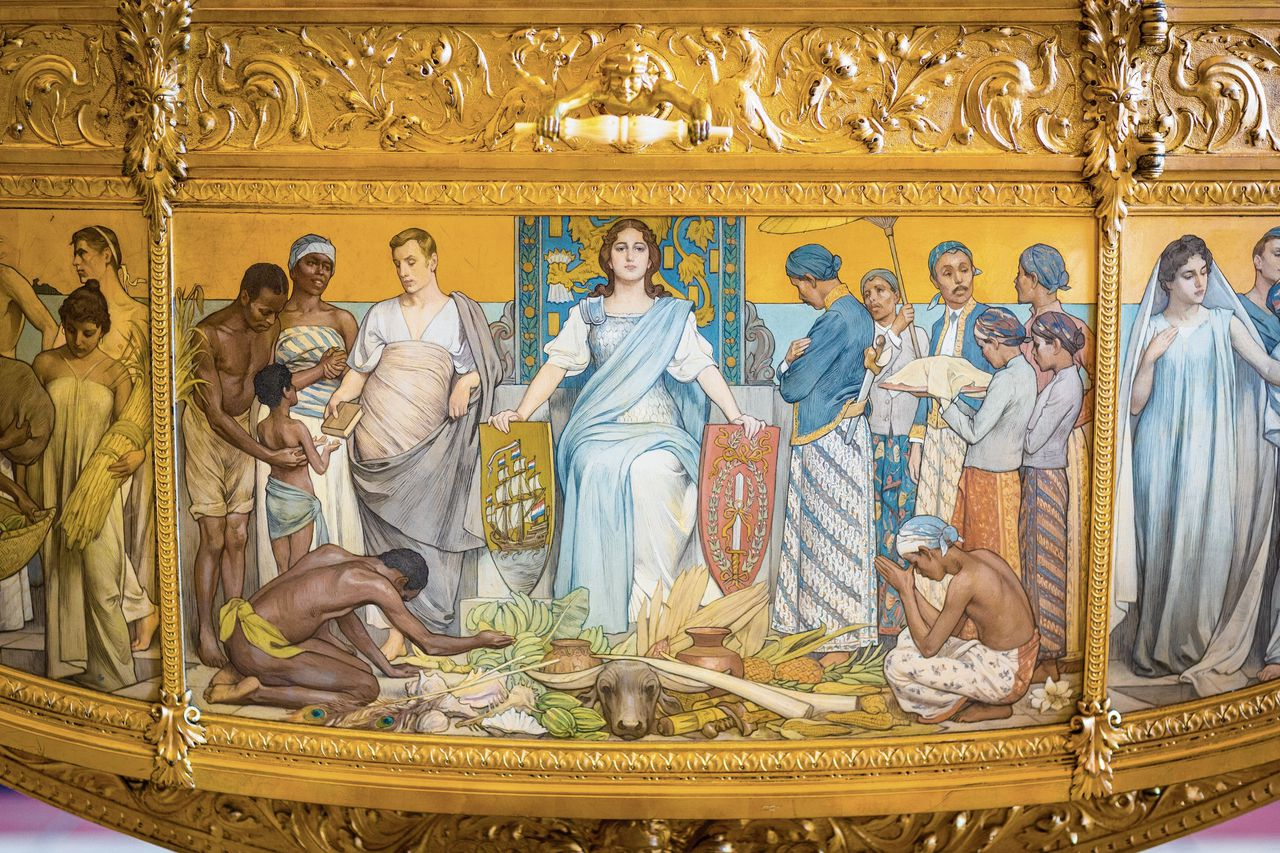
Hulde der Koloniën

## Exposities
- Rijksmuseum Amsterdam, 1898
- Nationaal Rijtuigmuseum, Leek, 1960
- Ja ik wil, Nieuwe Kerk, Amsterdam, 2001
- Paardenkracht en Autopracht, Paleis Het Loo, Apeldoorn, 2015
- Gouden Koets - Geschenk van Amsterdam, Amsterdam Museum, 2021[23]

## Restauratie 2015-2021
Na Prinsjesdag 2015 begon een ingrijpende en langdurige restauratie van het rijtuig. Ter vervanging gebruikte het koningspaar de Glazen Koets.
Op Tweede Kamervragen over de restauratie antwoordde premier Mark Rutte dat het ging om werkzaamheden aan de draagriemen, de houten wielen, het houtsnijwerk, de sleetse textiele materialen en om de koorden en kwasten op de bok. De kosten van het groot onderhoud werden niet openbaar gemaakt. De opknapbeurt werd uitgevoerd binnen de begroting van de koning, die de vrijheid heeft te bepalen hoe hij dit geld uitgeeft.
De restauratiewerkzaamheden werden in de eerste helft van 2021 afgerond.
De koets werd van juni 2021 tot en met februari 2022 tentoongesteld in het Amsterdam Museum.

## Buitengebruikname
In een videoboodschap van 13 januari 2022 verklaarde koning Willem-Alexander dat de koets vooralsnog niet gebruikt zal worden voor de rijtoer op Prinsjesdag of andere officiële gelegenheden.
Daarin zei hij:
We kunnen het verleden niet herschrijven. We kunnen wel samen proberen ermee in het reine te komen. Dat geldt ook voor het koloniale verleden. De Gouden Koets zal pas weer kunnen rijden als Nederland daar klaar voor is. En dat is nu niet het geval." ... "Het heeft geen zin om wat gebeurd is door de bril van onze tijd te veroordelen en te diskwalificeren. Simpelweg historische objecten en symbolen verbannen is beslist ook geen oplossing. In plaats daarvan is een gezamenlijke inspanning nodig die dieper gaat en langer duurt. Een inspanning die ons verbindt in plaats van verdeelt.